# Piotr Zasławski
Piotr Sawieljewicz Zasławski (ros. Пётр Саве́льевич Засла́вский, ur. 14 lipca 1890 w Mikołajowie, zm. 29 marca 1967 w Moskwie) – radziecki działacz państwowy, partyjny i związkowy.

## Życiorys
W 1905 wstąpił do SDPRR, został aresztowany i w październiku 1909 skazany na zesłanie do Kraju Narymskiego, później ponownie aresztowany i skazany na zesłanie do Ust'Sysolska (obecnie Syktywkar) w guberni wołogodzkiej, skąd zbiegł. W 1912 został po raz trzeci aresztowany, zesłany do Kraju Narymskiego, ponownie zbiegł, 1914 po raz czwarty aresztowany i skazany na zesłanie do Kołpaszewa w Kraju Narymskim (obecnie w obwodzie tomskim). W 1915 został powołany do rosyjskiej armii, jednak wkrótce zdemobilizowany, po demobilizacji udał się do Odessy, gdzie został sekretarzem kasy chorych, później został aresztowany, jednak 19 marca 1917 amnestionowany po rewolucji lutowej. Od grudnia 1917 do lutego 1918 był przewodniczącym Odeskiego Komitetu SDPRR(b), redagował w Odessie gazetę „Gołos Proletarija”, od 20 marca 1918 do marca 1919 zajmował stanowisko przewodniczącego Piotrogrodzkiego Komitetu RKP(b), potem był sekretarzem Iwanowo-Wozniesieńskiego Gubernialnego Komitetu RKP(b) i kierownikiem Wydziału Organizacyjno-Instruktorskiego Moskiewskiego Komitetu RKP(b). Od 1921 był sekretarzem odpowiedzialnym Miejskiego Rejonowego Komitetu RKP(b) w Moskwie, od lipca 1922 do sierpnia 1923 sekretarzem odpowiedzialnym Archangielskiego Gubernialnego Komitetu RKP(b), 1923–1924 sekretarzem odpowiedzialnym Nowo-Nikołajewskiego Gubernialnego Komitetu RKP(b), a 1924–1925 instruktorem odpowiedzialnym KC RKP(b). Od 1925 do grudnia 1926 był sekretarzem odpowiedzialnym homelskiego gubernialnego komitetu RKP(b)/WKP(b), od marca 1927 do lutego 1928 sekretarzem odpowiedzialnym kostromskiego gubernialnego komitetu WKP(b), 1928–1930 pracownikiem Przedstawicielstwa Handlowego ZSRR w Niemczech, a 1930–1931 pracownikiem KC WKP(b). W 1931 został przewodniczącym KC Związku Pracowników Finansowo-Bankowych ZSRR, 1938 zastępcą redaktora naczelnego Wielkiej Encyklopedii Radzieckiej, a 1940 arbitrem państwowym Arbitrażu Państwowego przy Radzie Komisarzy Ludowych ZSRR.